# Fàbrica de sabó Manning-Cabanellas

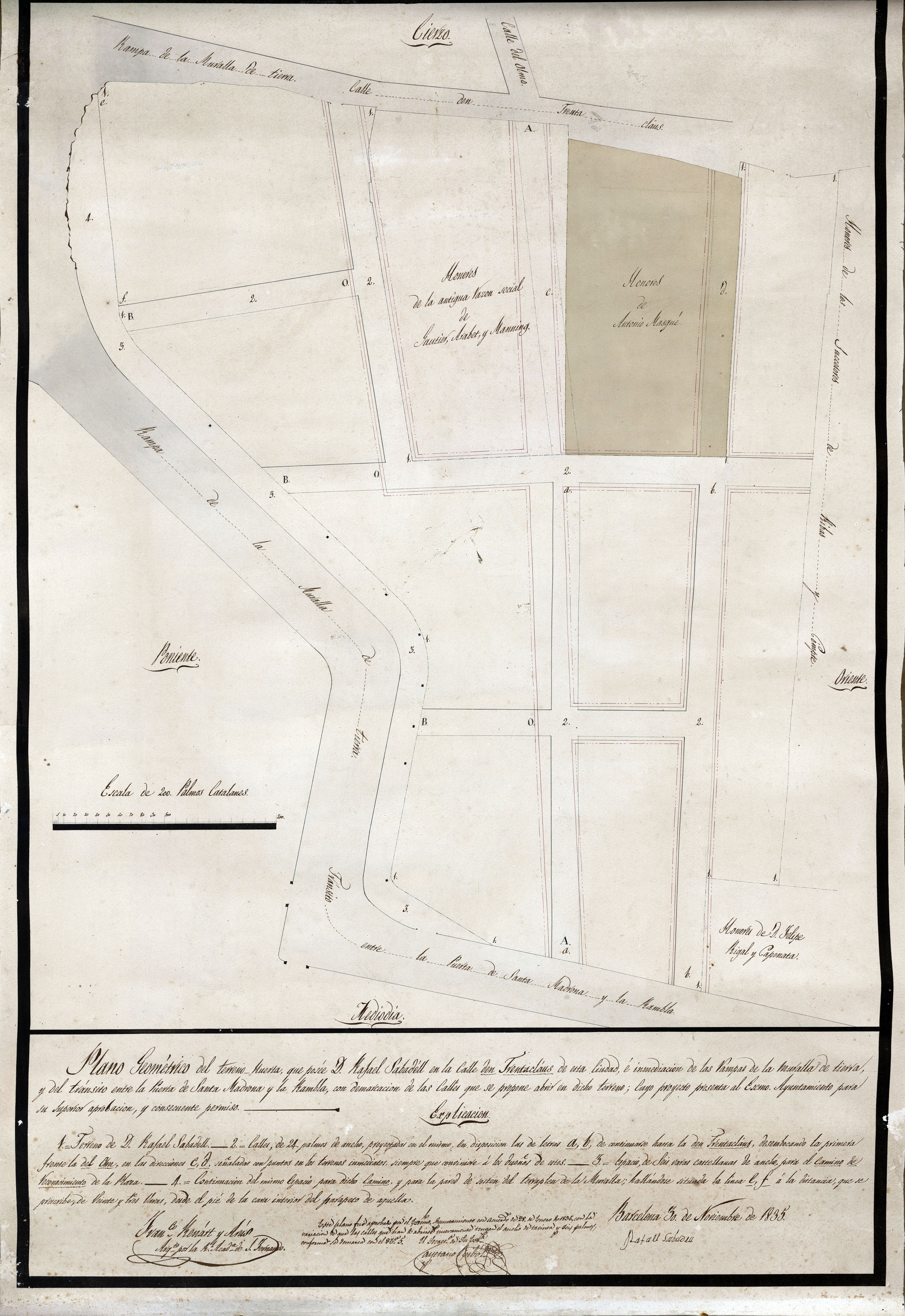
Projecte d'obertura de nous carrers als terrenys de Rafael Sabadell. Francesc Renart i Arús (1835)

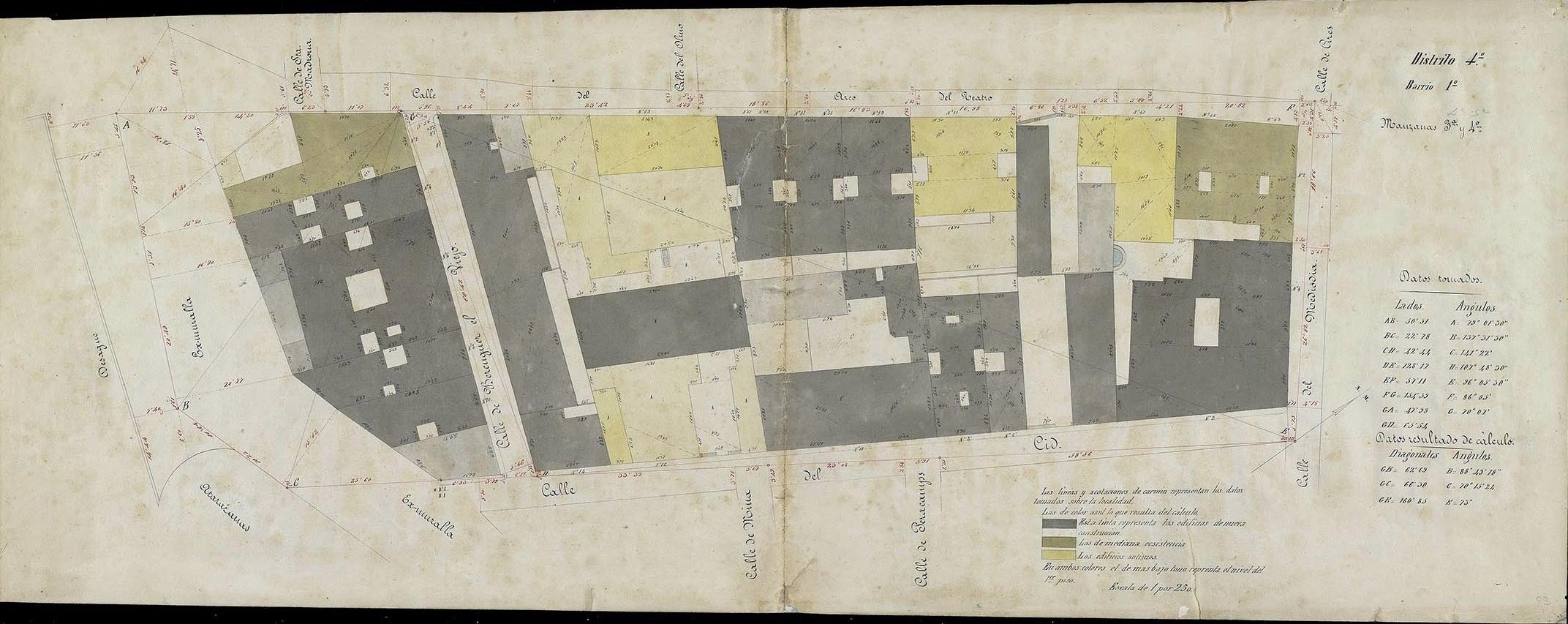
Quarteró núm. 83 de Garriga i Roca (c. 1860)

La fàbrica de sabó Manning-Cabanellas era un conjunt d'edificis situats entre els carrers de l'Arc del Teatre i del Cid del barri del Raval de Barcelona, actualment enderrocats.

## Història

### Arabet, Gautier, Manning i Cia
El 1778 es va reconstituir la companyia de comerç Wombwell, Arabet i Cia com a Arabet, Gautier, Manning i Cia, amb dos socis anglesos, Samuel Manning, natural d'Ipswich i Pere Arabet, de Jersey, a més del francès Jean Guy Gautier, de Cognac. Al voltant d'aquesta societat es va muntar tot un conglomerat d'empreses dedicades a la fabricació i exportació d'aiguardents.
El 1800, Manning va obtenir de Joan Soler de la Torre l'establiment en emfiteusi d'un hort al carrer de Trentaclaus (actualment de l'Arc del Teatre), davant del carrer de l'Om, on va fer construir una casa-fàbrica de planta baixa, entresòl i dos pisos, que va entrar en funcionament l'any següent, destinada a la fabricació de sabó. Els seus socis eren Joan Andreu Gautier i Pere Lajard, a favor de qui va fer agnició de bona fe de la propietat.

### Els Cabanellas i els Bofarull
El 1839, i a conseqüència d'un litigi instat per Teresa Manning contra la societat Arabet, Gautier, Manning i Cia, es va treure a subhasta pública la casa-fàbrica, que el 1846 fou adquirida per Manuel Cabanellas i Casanovas pel preu de 30.000 lliures en brut i 18.804 lliures 3 sous 7 diners en net. Posteriorment, va declarar que ho havia fet a utilitat i amb diners del seu pare Antoni Cabanellas i Dorda (que havia establert una fàbrica de sabó a Mataró durant el Trienni Liberal), Josep Bofarull i Carbonell (Mataró, 1792-1871), hereu de Magí Bofarull i Carbonell (Mataró, 1764-1845), i amb l'aval del germà d'aquest darrer, Francesc Josep Bofarull i Carbonell (Mataró, 1769-Barcelona, 1852), casat amb Anna Maria Rafart. Aquell mateix any, el seu fill Josep de Bofarull i Rafart, nascut a Cartagena, va demanar permís per a instal·lar una màquina de vapor de 16-20 CV en una nova «quadra» a l'interior de l'hort i amb façana al carrer del Cid, de la qual es conserven sengles alçats dels arquitectes Joan Soler i Mestres i Miquel Garriga i Roca.
El 1847, Manuel Cabanellas va demanar permís per a fer-hi reformes, i novament el 1852 per a aixecar-hi un pis, segons sengles projectes de l'arquitecte Francesc Vila. Sota la regència d'Antoni Cabanellas, la fàbrica es va especialitzar en la producció d'espelmes d'estearina: «Cuanto antes la grande y hermosa fábrica de bugías esteáricas de D. Antonio Cabanellas, del comercio de esta ciudad, podrá proporcionar á los consumidores un gran surtido de todas dimensiones: dicho señor no ha perdonado gasto alguno en la compra de las mas acreditadas máquinas conocidas hasta el dia para ponerla al nivel de las mejores de Europa.»
El 1860, i a instàncies del concurs de creditors de Manuel Cabanellas, es van treure a subhasta els utensilis de la fàbrica, i el 1866, la propietat fou adquirida per Josep de Bofarull i el seu cosí Gaspar de Bofarull i Carbonell. A la mort el 1878 de Josep de Bofarull (que el 1872 va rebre de mans del rei Amadeu I I la confirmació del títol de baró de Ribelles), fou succeït pel seu fill Josep Maria de Bofarull i Olzinelles, que es va fer construir una residència senyorial a la Plaça de Santa Anna (actualment Avinguda del Portal de l'Àngel), obra del mestre d'obres Calixte Freixa i Pla i posteriorment enderrocada per a la construcció dels Magatzems Jorba. El 1879, va demanar permís per a remuntar un pis a una «quadra» de planta baixa del carrer del Cid, segons el projecte del mateix autor. El 1900, va demanar novament permís per a reformar la façana del carrer de l'Arc del Teatre, tapiant-hi finestres i obrint-hi portes, segons el projecte de l'arquitecte Joan Marsans i Solà.

### Rocamora i Illa
El 1861, el candeler de séu Marc Rocamora i Laporta i Joan Illa i Mestres van constituir la societat Rocamora i Illa, que hi va instal·lar la seva fàbrica d'estearina, bugies esteàriques i sabó, anomenada «La Catalana»: «Arco del Teatro, 63, frente á la del Olmo, La Catalana. Gran fábrica de bugias esteáricas superiores; estearina y jabon blanco y amarillo. Las bugias se expenden á 5 ½ reales paquete de peso mayor, y 5 de peso menor, y tomando de 100 paquetes para arriba se descuenta el 4 por 100; la estearina superior á 450 rs. quintal catalan. Espediciones á todos puntos. Sres Rocamora é Illa.»
El 1867, Rocamora va enviar a Marsella un dels seus fills, Antoni Rocamora i Pujolà, per a establir contactes amb els fabricants d'aquella ciutat i conéixer els seus mètodes. El 1876, la raó social Marc Rocamora i Fills (posteriorment Rocamora Germans) va iniciar els tràmits per a construir una nova fàbrica en uns terrenys del municipi de Sant Martí de Provençals, a l'actual barri de la Vila Olímpica.

### Altres usos i enderrocament
Entre 1904 i 1924, l'edifici del carrer del Cid va acollir un alberg municipal, i posteriorment, la casa de dormir Cal Jaume, i finalment fou expropiat el 1951 per l'Ajuntament de Barcelona. Per la seva part, el del carrer de l'Arc del Teatre va acollir la taverna La Mina i la casa de dormir Cal Ventura, i a la dècada del 1960 fou expropiat per a construir-hi el nou Mercat del Carme.